# Versement mobilité
En France, le versement mobilité est une contribution entrant en vigueur en janvier 2021 due par les employeurs privés ou publics créée par la loi d'orientation des mobilités pour financer les transports et les services de mobilité. Succédant au versement transport (abrégé en VT), la contribution est due par l'employeur quelle que soit la nature de leur activité ou leur forme juridique, qui emploient au moins onze salariés dans une zone où est institué ce versement,. 
Le produit, d'abord consacré au financement des transports publics (investissement et fonctionnement), est peu à peu affecté pour couvrir les dépenses d'exploitation. En 2018, il finançait près de 43 % du coût de fonctionnement du transport public en Île-de-France à travers Île-de-France Mobilités, qui redistribue ensuite les recettes à la RATP, à la SNCF et aux entreprises privées du groupement de l'Optile (entreprises privées d'autobus).

## Extension du versement transport
D'abord institué en région parisienne, le versement transport est progressivement étendu aux communes de plus de 300 000 habitants en 1973, 100 000 habitants en 1974, 30 000 habitants en 1982, 20 000 habitants en 1992 (loi ATR, ou loi Administration Territoriale de la République) et 10 000 habitants en 1999 (loi Chevènement). Il alimente dans ce cas le budget de l'autorité organisatrice de transport urbain de la commune. Entre 1975 et 1982, le seuil de perception du versement transport fixé à 100 000 habitants joue un rôle décisif dans la création d’autorités organisatrices intercommunales et dans l’augmentation des périmètres de transport urbain (PTU).
En 2019, la loi d'orientation des mobilités (LOM) crée le versement mobilité pour succéder au versement transport. Sa perception débute en 2021.

## Création du versement mobilité
Promulguée le 24 décembre 2019, la loi d'orientation des mobilités (loi n°2019-1428, dite LOM) institue le versement mobilité (VM) en lieu et place du versement transport. Pour les autorités organisatrices de transports (AOT), amenées à devenir autorité organisatrice de la mobilité (AOM), n'ayant pas précédemment instauré le VT, son instauration est désormais conditionnée à l’organisation de services réguliers de transport public de personnes. Ainsi, la délibération d’instauration du versement mobilité devra énumérer les services de mobilité justifiant le taux du versement choisi. Si l’instauration du VM dépend de la mise en place de services réguliers, il pourra toutefois être affecté au financement de l’ensemble de la compétence mobilité dont les services sont listés à l’article L. 1231-1-1 du code des transports,.
L’affectation du versement mobilité est clarifiée afin de pouvoir financer tout investissement et fonctionnement de services ou d’actions qui entrent dans le champ de compétence de l’AOM. Cela inclut notamment des services de mobilité et la partie de l’infrastructure associée à sa mise en œuvre (exemple : site propre, infrastructure de transport guidé,…), Il peut financer des actions concourant au développement des mobilités actives et partagées ainsi que les mobilités solidaires telles les pistes cyclables, les aires de covoiturage, les plateforme de covoiturage ou les garages solidaires. Contrairement au VT, le VM peut être modulé par l'AOM avec un taux différencié par établissement public de coopération intercommunale (EPCI) composant le syndicat mixte, selon des critères basés sur la densité démographique et le potentiel fiscal de l'EPCI. Il en est de même pour le versement mobilité additionnel (VMA) levé par un syndicat mixte de transport dit SRU.

## Taux
En application de l'article L-2333-67 du code général des collectivités territoriales, tel que modifié par la loi n°2012-387 du 22 mars 2012 - art. 33, « le taux de versement est fixé ou modifié par délibération du conseil municipal ou de l'organisme compétent de l'établissement public dans la limite de :
- 0,55 % des salaires définis à l'article L. 2333-65 lorsque la population de la commune ou de l'établissement public est comprise entre 10 000 et 100 000 habitants ;
- 0,85 % des salaires définis à l'article L. 2333-65 lorsque la population de la commune ou de l'établissement public est comprise entre 50 000 et 100 000 habitants et que l'autorité organisatrice des transports urbains a décidé de réaliser une infrastructure de transport collectif en site propre. Si les travaux correspondants n'ont pas commencé dans un délai maximal de cinq ans à compter de la date de majoration du taux du versement de transport, le taux applicable à compter de la sixième année est ramené à 0,55 % au plus ;
- 1 % des salaires définis à l'article L. 2333-65 lorsque la population de la commune ou de l'établissement public est supérieure à 100 000 habitants ;
- 1,75 % des salaires définis à l'article L. 2333-65 lorsque la population de la commune ou de l'établissement public de coopération est supérieure à 100 000 habitants et que l'autorité organisatrice des transports urbains a décidé de réaliser une infrastructure de transport collectif en mode routier ou guidé. Si les travaux correspondants n'ont pas été commencés dans un délai maximum de cinq ans à compter de la date de majoration du taux du versement de transport, le taux applicable à compter de la sixième année est ramené à 1 % au plus. Toutefois, ce délai court à compter du 1er janvier 2004 pour les collectivités locales dont les délibérations fixant un taux supérieur à 1 % ont été prises antérieurement à cette date.

Toutefois, les communautés de communes et communautés d'agglomération ont la faculté de majorer de 0,05 % les taux maxima mentionnés aux alinéas précédents.
Cette faculté est également ouverte aux communautés urbaines, aux métropoles et aux autorités organisatrices de transports urbains auxquelles ont adhéré une communauté urbaine, une métropole, une communauté d'agglomération ou une communauté de communes.
Dans les territoires comprenant une ou plusieurs communes classées communes touristiques au sens de l'article L. 133-11 du code du tourisme, le taux applicable peut être majoré de 0,2 %.
Dans les communes et les établissements publics compétents pour l'organisation des transports urbains dont la population est inférieure à 10 000 habitants et dont le territoire comprend une ou plusieurs communes classées communes touristiques au sens de l'article L. 133-11 du code du tourisme, le taux du versement est fixé dans la limite de 0,55 % des salaires définis à l'article L. 2333-65 du présent code. »

### Île-de-France
En Île-de-France, les taux applicables au 1er juillet 2015 (année de mise en place du tarif unique de la carte Navigo) sont :
- 2,85 % à Paris et dans les communes du département des Hauts-de-Seine (au lieu de 2,70 % précédemment) ;
- 1,91 % dans certaines communes, fixées par un décret[9], des départements de la Seine-Saint-Denis, du Val-de-Marne (au lieu de 1,80 %), de Seine-et-Marne, des Yvelines, de l’Essonne et du Val-d’Oise (au lieu de 1,70 %) ;
- 1,50 % pour les autres communes d’Île-de-France.

## Dérogations
Les employeurs dont l'effectif dépasse le seuil sont dispensés du paiement du versement transport pendant trois ans, puis bénéficient d'une réduction de 75 % la quatrième année, 50 % la cinquième année et 25 % la sixième année.

## Usage
Cet impôt a très largement contribué à la modernisation des réseaux de transports urbains depuis son instauration, dans les années 1970.  
En 2011 en Île-de-France, le VT représentait 37 % des ressources du Syndicat des transports d'Île-de-France, le rendement du VT était de l’ordre de 263 € par habitant et par an. Hors Île-de-France, dans les douze plus grandes agglomérations, le produit du VT comptait la même année à hauteur de 45 % du budget transport et représentait en moyenne plus de 190 € par habitant et par an.